# Djibril Dianessy
Djibril Dianessy (Villemomble, 29 maart 1996) is een Frans-Malinees voetballer die als aanvaller bij RAAL La Louvière speelt.

## Carrière
Djibril Dianessy speelde in de jeugd van Villemomble Sports, AS Cannes en Toulouse FC, waar hij ook in het tweede elftal speelde. Ook zat hij enkele wedstrijden op de bank bij het eerste elftal, maar maakte nooit zijn debuut. Dianessy maakte zijn debuut voor Fortuna Sittard op 12 augustus 2016, in een met 1-1 gelijkgespeelde uitwedstrijd tegen Telstar. Hij kwam in de 61e minuut in het veld voor Junior Torunarigha en maakte in de 90e minuut de gelijkmaker. Met Fortuna promoveerde hij in het seizoen 2017/18 naar de Eredivisie door tweede te worden in de Eerste divisie achter Jong Ajax. Hij miste zelf echter het einde van het seizoen door een kruisbandblessure, en was ook het grootste deel van het seizoen 2018/19 door deze blessure. Na twee korte invalbeurten werd hij in de zomer van 2019 uit de selectie van Fortuna gezet. Fortuna Sittard verhuurde Dianessy in februari 2021 voor een halfjaar aan MVV Maastricht, nadat hij in de eerste seizoenshelft slechts vijf keer inviel. Voor MVV speelde hij twaalf wedstrijden, waarin hij driemaal scoorde. In 2021 vertrok hij transfervrij van Fortuna Sittard naar het Franse Pau FC. Hier begon hij als basisspeler in de Ligue 2. Deze basisplaats raakte hij al snel kwijt, waarna hij de tweede seizoenshelft miste door een achillespeesblessure. Nadat zijn contract in de zomer van 2022 afliep, was hij enkele maanden clubloos. In februari 2023 sloot hij aan bij het Estse Nõmme Kalju. Hier speelde hij in een half jaar elf wedstrijden, waarna hij naar RAAL La Louvière vertrok.

## Clubstatistieken
| Seizoen                       | Club              | Competitie       | Competitie | Competitie | Beker | Beker | Totaal | Totaal |
| Seizoen                       | Club              | Competitie       | Wed.       | Dlp.       | Wed.  | Dlp.  | Wed.   | Dlp.   |
| ----------------------------- | ----------------- | ---------------- | ---------- | ---------- | ----- | ----- | ------ | ------ |
| 2014/15                       | Toulouse FC II    | CFA 2            | 21         | 7          | —     | —     | 21     | 7      |
| 2015/16                       | Toulouse FC II    | CFA 2            | 20         | 6          | —     | —     | 20     | 6      |
| 2016/17                       | Fortuna Sittard   | Eerste divisie   | 35         | 7          | 0     | 0     | 35     | 7      |
| 2017/18                       | Fortuna Sittard   | Eerste divisie   | 29         | 11         | 2     | 2     | 31     | 13     |
| 2018/19                       | Fortuna Sittard   | Eredivisie       | 2          | 0          | 0     | 0     | 2      | 0      |
| 2019/20                       | Fortuna Sittard   | Eredivisie       | 0          | 0          | 0     | 0     | 0      | 0      |
| 2020/21                       | Fortuna Sittard   | Eredivisie       | 5          | 0          | 0     | 0     | 5      | 0      |
| 2020/21                       | → MVV Maastricht  | Eerste divisie   | 12         | 3          | 0     | 0     | 12     | 3      |
| 2021/22                       | Pau FC            | Ligue 2          | 8          | 1          | 1     | 0     | 9      | 1      |
| 2023                          | Nõmme Kalju FC    | Meistriliiga     | 11         | 0          | 0     | 0     | 11     | 0      |
| 2023                          | Nõmme Kalju FC II | Esiliiga B       | 1          | 0          | 0     | 0     | 1      | 0      |
| 2023/23                       | RAAL La Louvière  | RAAL La Louvière | 9          | 3          | 1     | 0     | 10     | 3      |
| Carrièretotaal                | Carrièretotaal    | Carrièretotaal   | 153        | 38         | 4     | 2     | 157    | 40     |
| Bijgewerkt op 14 januari 2024 |                   |                  |            |            |       |       |        |        |